# California State Route 98
California State Route 98 (kurz CA 98) ist eine State Route im US-Bundesstaat Kalifornien, die in Ost-West-Richtung verläuft. Der Highway ist eine Umfahrung der Interstate 8 und kreuzt die Highways California State Route 7 und California State Route 111. Der Highway beginnt nahe Ocotillo, verläuft durch die Grenzstadt zu Mexiko Calexico und endet erneut am Interstate 8. Seine Länge beträgt rund 91 Kilometer.